# Gemeine Schwebekugel
Die Gemeine Schwebekugel (Woronichinia naegeliana) (Syn.: Gomphosphaeria naegeliana) ist eine Art der Cyanobakterien oder „Blaualgen“. Die Art ist Typspezies ihrer Gattung, welche der Erstbeschreiber Alexander Alexandrowitsch Jelenkin nach dem russischen Mikrobiologen Nikolai Nikolajewitsch Woronichin (1882–1956) benannte. Die Art lebt planktisch in Seen und Teichen.

## Merkmale
Die blaugrünen, leicht ellipsoid-länglichen Zellen liegen in einer Gallertkugel beieinander und sind durch schwer sichtbare Stiele verbunden. Die Größe der Einzelzelle beträgt ca. 5 µm, die Größe der oft unregelmäßig geformten Kolonie etwa 50 µm, ist jedoch sehr variabel. Die Bildung von Gasvakuolen ist möglich.